# Joan Miquel Navarro i Miralles
Joan Miquel Navarro i Miralles   (Castelló de la Plana, 1975) és un poeta i professor valencià.
Llicenciat en Humanitats per la Universitat Jaume I de Castelló i en Filologia Catalana per la Universitat de València, compta també amb el Master of Arts in Peace and Development Studies (UJI-Càtedra Unesco). Treballa de professor de valencià en l'ensenyament secundari. Les seues investigacions, recollides en miscel·lànies diverses, se centren en els camps de la literatura i la filosofia. Ha publicat l'estudi Caña útil: Los profits de la caña: Notes d'etnografia i llengua (Ajuntament de Castelló, 2011). Influït pel poeta Manel Garcia Grau, va entrar en contacte amb diversos col·lectius culturals valencians i va publicar Un lleu tel d'humitat (Ajuntament de Castelló, 1998) i Els silencis dodecafònics.
També ha treballat en col·laboració amb altres autors com en "Sobre els carrers de Castelló de 1928. Nomenclatura Oficial vs Nomenclatura Popular", article fet amb Joan Pau Valls i Pastor, per a les Jornades de Foment de la Investigació de la Universitat Jaume I de Castelló.